# Bellmansdagen

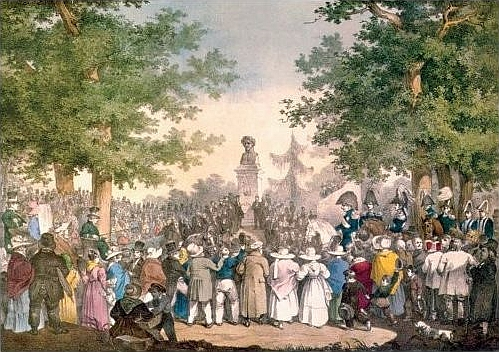
Invigning av Bellmansbysten
Färglitografi av Hjalmar Mörner (1794-1837)

Bellmansdagen är en svensk temadag som firas årligen den 26 juli. Det är dagen då en minnesfest för Carl Michael Bellman hölls 1829 vid nuvarande Bellmansro på Djurgården i Stockholm i samband med invigningen av Bellmansbysten av Johan Niklas Byström på platsen på initiativ av Sällskapet Par Bricole. 

## Bellmandagen den 26 juli blev en tradition

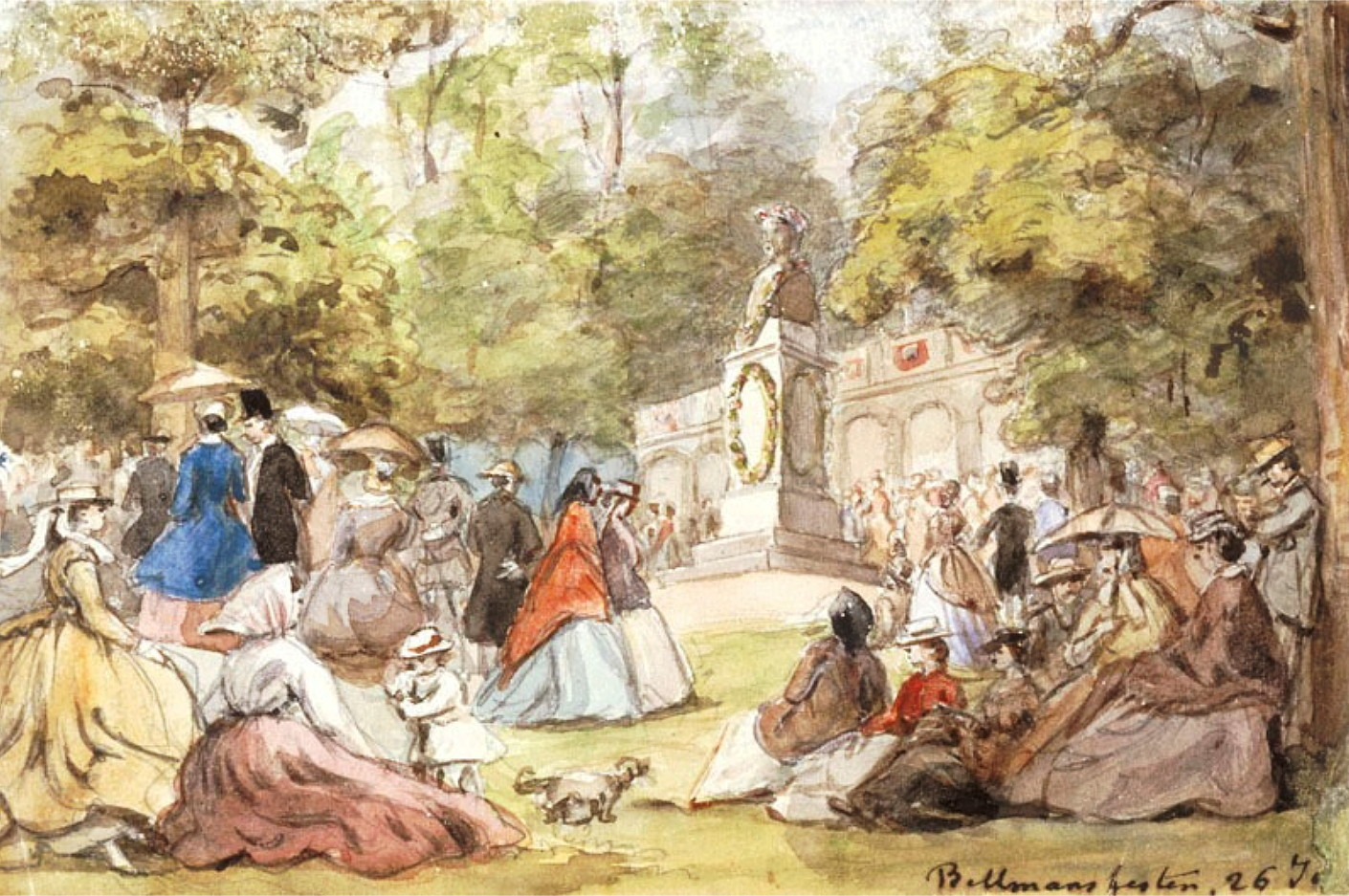
Bellmansfesten vid Bellmansro den 26 juli (okänt år). Akvarell av konstnären Fritz von Dardel (1817-1901).

Svärmeriet för Bellman hade fortlevt inom ordenssällskapet Par Bricole och förstärktes när de nyromantiska författarna Carl Fredric Dahlgren och Clas Livijn 1824 stiftade Bellmanska sällskapet. I Bellmanska sällskapet invaldes efter hand bland andra sidenkramhandlaren Adolf Bellman, son till Carl Michael Bellman, samt författarna J.M. Stjernstolpe, Clas Livijn och Per Adolf Sondén samt skådespelaren Lars Hjortsberg och skulptören Johan Niclas Byström. Festligheterna vid avtäckandet av Byströms porträttbyst av Bellman, beställd och betalad av "skaldens beundrare", var en stor händelse. Bellmansdagen firades därefter årligen på samma plats.
Hjalmar Mörner berättar roligt om den kungliga folkfesten bland ekarna vid Bellmansro. Firandet av Bellmans minne den 26 juli blev en tradition, som fortlever än idag.
Fritz von Dardel har målat en liten vacker akvarell av samlingen av människor som rörde sig vid firandet av Bellmans minne den 26 juli. Det är okänt vilket år, men damernas färgrika krinoliner och vippande parasoller har slagit ut som blommor på en sommaräng. Par Bricole musicerar i bakgrunden och efter festen erbjuds förfriskningar på Carlmarks konditori, sedermera Bellmansro, i närheten av den ek "under vars skugga skalden diktat så mången tjusande idyll".

## Firande på annat håll
Bellmansdagen firas också på andra håll, till exempel av Hägerstens hembygdsförening vid Bellmanskällan i Mälarhöjden.